# Инкубация (ритуал)

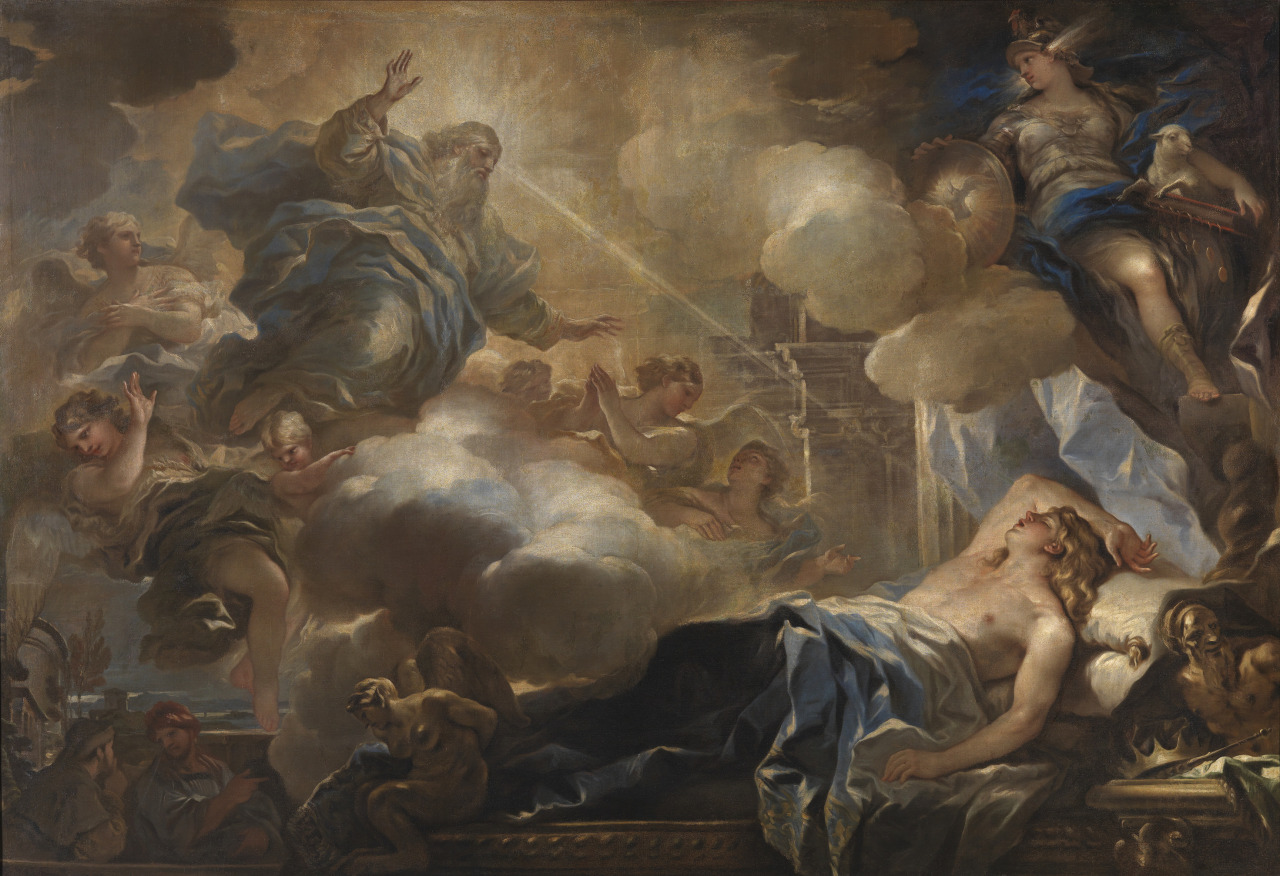
Лука Джордано. «Сон Соломона». 1694—1695

Инкубация (от лат. incubatio — «возлежание»), храмовый сон — это религиозная практика сна в специальном священном месте с намерением испытать богодухновенный сон или исцеление, ритуальный способ коммуникации человека с богом во сне.
Список подобных сновидений-пророчеств см. в статье Сновидения в литературе.
Слово повлияло на возникновение термина Инкубация (психология).

## Регионы
Инкубация практиковалась во многих древних культурах, например в Вавилоне и Египте.
Возможно, самый известный пример среди евреев, приведенный в 1 Царств 3, гласит, что царь Соломон отправился в Гаваон, «потому что это было самое известное возвышенное место для принесения жертв». Там «тот самый Господь явился Соломону во сне ночью, и Соломон попросил у Бога дар разумного сердца».

### Античность

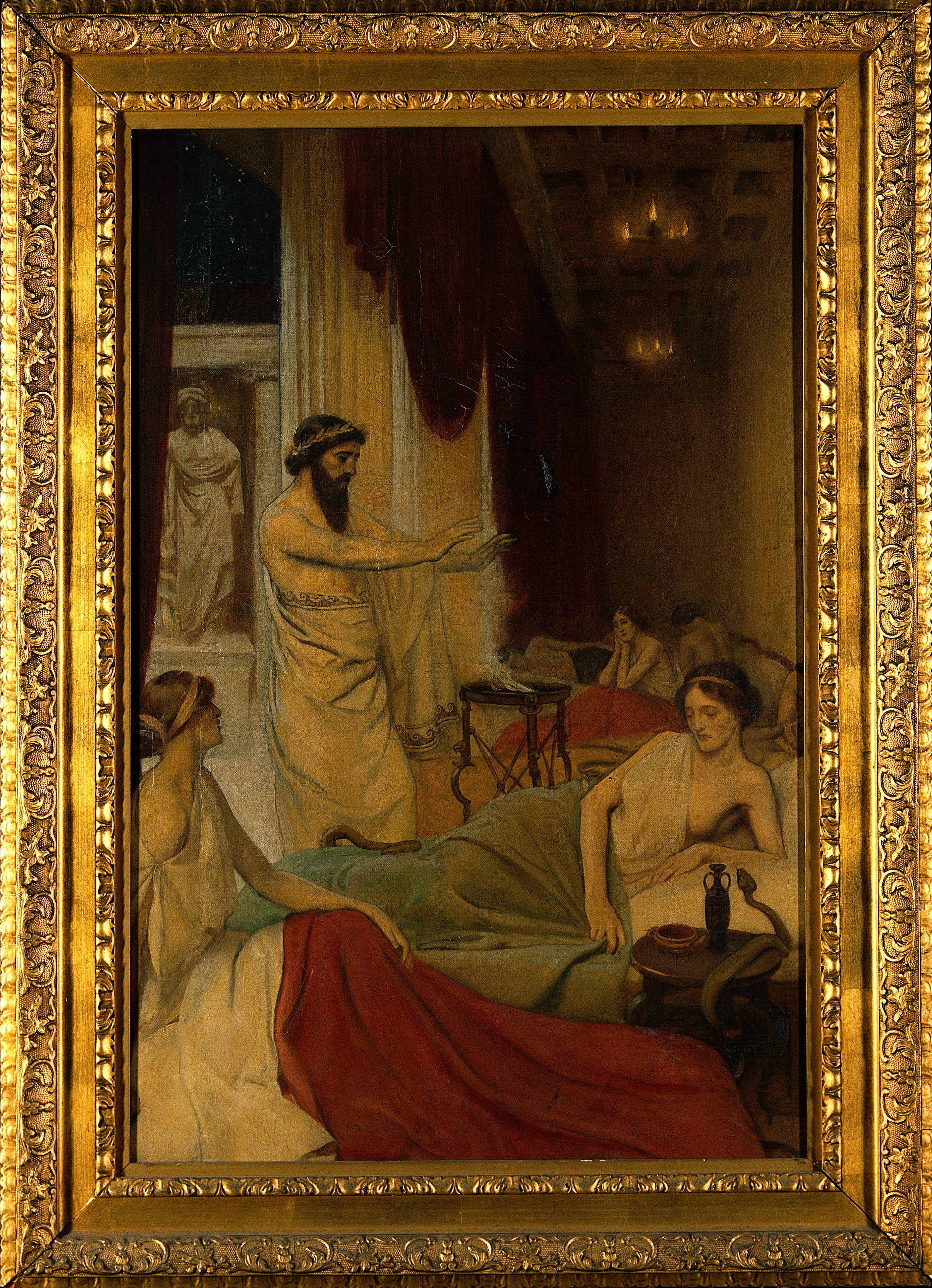
Эрнест Боард. «Больные, укладывающиеся спать в храме Асклепия в Эпидавре». 19 век

Считалось, что прорицания, полученные посредством инкубации, исходили от хтонических (подземных) сил. Так, больные спали в зале Асклепия, бога медицины, в Эпидавре и утверждали, что получают исцеление через сны. В храме героя Амфиарая в Оропе в Аттике верующие спали на шкурах, в то время как посетители оракула Трофония (сына аргонавта Эргина) в Левадии спали в яме в земле. Инкубация также практиковалась в оракуле Диониса в Амфиклее, в то время как оракул для вопрошания мертвых существовал у реки Ахерон в Центральной Греции. Инкубационные обряды бога Фавна напоминали обряды героя Амфиарая.
Храмовый сон был популярным ранним средством лечения. Он практиковался в святилищах Асклепия. Они ложились спать в общежитии, или абатоне , и во сне их посещал Асклепий или один из его жрецов, который давал советы. Утром пациент часто, говорят, уходил излеченным. Среди последователей культа Асклепия в ритуальных центрах Эпидавра, Пергама и Рима были найдены подношения, свидетельствующие о предполагаемой эффективности этого метода.
Форма инкубации также использовалась ятромантами древних греков. По словам Питера Кингсли, ятроманты принадлежали к более широкой греческой и азиатской шаманской традиции, зародившейся в Центральной Азии. Основной экстатической, медитативной практикой этих целителей-пророков была инкубация (ἐγκοίμησις, энкоймисис). Сообщается, что инкубация — это не просто медицинская процедура, а состояние, позволяющее человеку испытать четвёртое состояние сознания, отличное от сна, грёз или обычного бодрствования. Кингсли описывает это состояние как «само сознание» и сравнивает с турия или самадхи в индийских йогических традициях.
Ле Гофф считает, что сновидения периода греко-римского язычества обладают шестью основными свойствами — деление на сны правдивые и сны лживые; связь их с загробным миром; преобладание правдивых снов; типологическая систематизация сновидений в зависимости от того, «кто их посылает»[к 1]; сновидение — сон души, высвободившейся из тела; использование специалистов по толкованиям сновидений.

### Прочее
Инкубация была принята некоторыми христианскими сектами и до сих пор используется в нескольких греческих монастырях.
Культ медицинской инкубации продолжался и в христианскую эпоху: в Греции, на некоторых островах Эгейского моря, на Сардинии и Сицилии больных людей по-прежнему отводят на ночь в определённые церкви в надежде на излечение.
Современные методы воздействия на содержание сновидений с помощью инкубации сновидений основаны на более научных подходах, но иногда включают элементы, отражающие древние верования.